# Варлаам (епископ Суздальский)
Епископ Варлаам (начало XVI века — 21 июля 1586, Махрищский монастырь) — епископ Русской церкви, епископ Суздальский и Тарусский.
Канонизирован в 1988 году в лике святителей. Память — 21 августа/3 сентября и 19 ноября/2 декабря.

## Биография
Родился в начале XVI века в семье землевладельцев. Предположительно, при крещении он был назван Василием.
Его прадед, иеромонах Серапион, был в числе первых иноков Троицкого Махрищского монастыря, настоятелем которого в то время был преподобный Стефан.
По-видимому, иноческую жизнь Варлаам начал в Махрищской обители. Монашеский постриг будущего святителя совершил, очевидно, игумен Иона, который более тридцати лет управлял обителью. С 1557 года — игумен Махрищского монастыря. Ревностно заботился об упрочении благосостояния обители. Построил в ней каменную церковь во имя Живоначальной Троицы.
В 1560 году по указу царя Ивана Грозного восстановил сожжённый Авнежский Троицкий монастырь Вологодской епархии, основанный учениками преподобного Стефана Махрищского и приписанный к Троице-Сергиевому монастырю. При нём были открыты мощи преподобного Стефана.

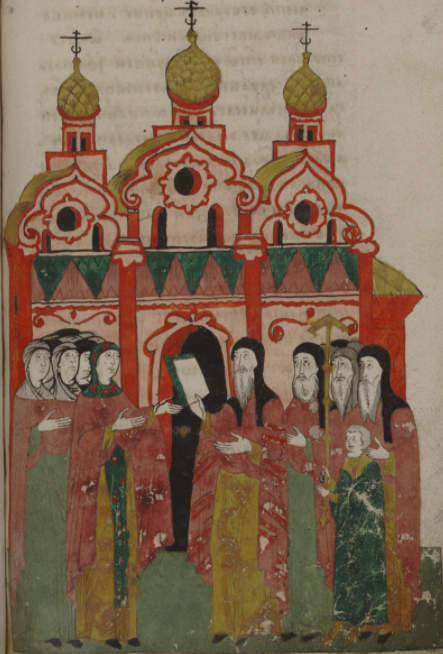
Епископ Суздальский Варлаам передает игумении и сестрам Суздальского Ризоположенского монастыря житие Евфросинии

Варлаам строго соблюдал устав преподобного Стефана, завещавшего не отпускать бедных из монастыря без пищи.
В 1570 году хиротонисан во епископа Суздальского и Тарусского.
В 1587 году в праздник Пятидесятницы собралось в обители более 2-х тысяч богомольцев. Хлеба же было едва на тысячу человек. По окончании литургии владыка Варлаам со слезами молился у гроба преподобного, дабы он благословил малыми хлебами всех пришедших на праздник. Затем он велел трапезному брату Симеону приготовить трапезу для всех. Симеон говорил: «Как можно таким малым количеством насытить столько народу?» Но Бог даровал чудо по вере преосвященного Варлаама. Игумен благословил трапезу, и все начали вкушать. Хлеба и пития не только хватило для всех, но и осталось всего столько, что братия питалась остатками три месяца после Пятидесятницы.
По ходатайству епископа Варлаама перед царём Иваном Грозным и митрополитом Антонием была канонизирована преподобная Евфросиния Суздальская. Им же были найдены считавшиеся пропавшими служба и канон преподобной и установлен день её памяти.
Епископ Варлаам оставил монастырю чудотворную Тихвинскую икону Божией Матери.
В 1583 году удалился на покой в Троицкую Махрищскую обитель.
Скончался на покое 21 июля 1586 года в Махрищском монастыре, где и погребен.